# Dichopogon preissii
Dichopogon preissii är en sparrisväxtart som först beskrevs av Stephan Ladislaus Endlicher, och fick sitt nu gällande namn av Norman Henry Brittan. Dichopogon preissii ingår i släktet Dichopogon och familjen sparrisväxter. Inga underarter finns listade i Catalogue of Life.